# Шагала (Астраханская область)
Шагала — упразднённый посёлок в Красноярском районе Астраханской области России. Входил в состав Байбекского сельсовета.

## История
Упразднён посёлок 4 июня 2012 года Закон Астраханской области № 35/2012-ОЗ

## География
Посёлок находился на правом берегу рукава реки Волги — реки Кигач, в 4,5 км к западу от Байбека.
Абсолютная высота — 26 метров ниже уровня моря

Климат
Климат умеренный, резко континентальный. Характеризуется высокими температурами летом и низкими — зимой, малым количеством осадков, а также большими годовыми и летними суточными амплитудами температуры воздуха.

## Население
| 2002 | 2010 |
| ---- | ---- |
| 0    | →0   |

## Транспорт
Ближайшая железнодорожная станция — ст. Бузан Приволжской железной дороги.